# Sh2-210
Sh2-210 è una nebulosa a emissione visibile nella costellazione di Perseo.
Si individua nell'estremità nordorientale della costellazione, circa 4° a nordest della stella λ Persei, presso il confine con la Giraffa; il periodo più indicato per la sua osservazione nel cielo serale ricade fra i mesi di settembre e febbraio ed è notevolmente facilitata per osservatori posti nelle regioni dell'emisfero boreale terrestre, dove si presenta circumpolare fino alle regioni temperate calde.
Si tratta di una regione H II estesa ma molto poco nota, situata sul Braccio di Perseo alla distanza di circa 2200 parsec (circa 7170 anni luce); le sue emissioni sono ben visibili anche nella banda dell'Hα e all'infrarosso, oltre che nel continuum radio. Nel Catalogo Avedisova è citata come parte di una regione di formazione stellare che comprende anche quattro sorgenti infrarosse catalogate dall'IRAS.